# Kusunda (povo)
Os Kusundas ou Ban Raja ("povo das florestas"), que se chama a si próprios de Mihaq ou Myahq (< *Myahak) , formam uma tribo de antigos caçadores-coletores das florestas do Nepal ocidental. Hoje casam com pessoas de outras etnias locais e moram em cidades.

## Características
Em 1968, o antropólogo norte-americano  localizou uns poucos kusundas puros que ainda sobreviviam em  no Nepal Central e em 1969 e 1975 encontrou outros nos vales de Dang e Surkhet no oeste do país. Aí foram coletados dados básicos da língua e etnográficos. Um pouco antes, em 1956, René Nebesky-Wojokowitz observou e escreve um relatório sobre o comportamento dos kusundas no seu “comércio silencioso” (entre grupos de línguas diferentes) com fazendeiros nepaleses. Por exemplo, um kusunda trouxe um cervo que havia cassado e o deixou diante da casa de um fazendeiro numa expectativa muda de que receberia produtos da fazenda.  Os  kusundas caçam principalmente aves que dormem à noite em árvores usando arcos e flechas com penas e comprimento de 1,6 metros, as quais, porém, são pouco úteis para caçar mamíferos. Esse costume de se alimentar de carne de animais se manteve até recentemente. Os kusundas têm crenças animistas com traços de Hinduísmo em seus riruais. No Censo nepalês de 2001, foram identificados 164 kusundas étnicos, dos quais 160 eram hinduístas e 4 eram budistas. Em língua nepali a palavra Kusunda significava originalmente “selvagem”, como os vizinhos Chepang e outros grupos os consideravam.

## Língua Kusunda
David E. Watters (2005) publicou uma pequena descrição grammatical da língua kusunda e também uma listagem de vocabulário, donde se percebe que se trata de uma língua isolada. Hoje, os kusundas têm o nepali como sua língua de comunicação cotidiana. A língua kusunda está em vias de extinção, não há crianças que a aprendam, a maioria dos kusundas forma casais com pessoas de outras etnias. Apenas uma falante sobrevive no Nepal.